# Luya (distrito)
Luya é um distrito peruano localizado na Província de Luya, departamento Amazonas. Sua capital é a cidade de Luya.

## Transporte
O distrito de Luya é servido pela seguinte rodovia:
- AM-108, que liga o distrito de Lonya Chico à cidade de San Jeronimo[2][3][4]